# Henri Bonamy
Henri Bonamy (* 14. prosince 1979 Hannover) je francouzský klavírista a dirigent.

## Život
Pochází z hudební rodiny. Jeho matka je z rumunského města Brašova a jeho otec byl francouzský kulturní atašé. Po přestěhování do Paříže v šesti letech začal ve Versailles učit na klavír.